# Стая
 Тази статия е за помещението.  За филма от 2015 г. вижте Стая (филм).  
Стаята е помещение в жилищна сграда, ограничено с вътрешни стени от другите помещения и имащо врата и – по правило, прозорци. В зависимост от предназначението си стаите могат да бъдат дневна, спалня, детска стая, трапезария и т.н.
Помещения, които не са предназначени за живеене (килер, антре, асансьорна шахта, гараж и други подобни), не се смятат за стаи.
Съществуването на стаи е известно поне от преди 2000 г. пр.н.е., още от Древна Гърция.